# Frisco City
Frisco City è un comune degli Stati Uniti d'America situato nella contea di Monroe dello Stato dell'Alabama.